# Ибероамериканский культурный центр
Ибероамериканский культурный центр (сокр. ИКЦ, исп. Centro Cultural Iberoamericano) — это культурно-просветительское учреждение, созданное при поддержке Министерства культуры РФ и ибероамериканских посольств, занимающееся продвижением культуры и языков испано- и португалоязычных стран. Центр входит в состав Всероссийской государственной библиотеки иностранной литературы имени М. И. Рудомино и располагает собственным книжным фондом, который составляют книги на испанском, португальском, каталанском, галисийском и русском языках.

## Задачи центра
- предоставление доступа к литературе на испанском и португальском языках, в том числе к электронным ресурсам и научным базам;
- обслуживание читателей в библиотеке и удаленно;
- организация и проведение различных культурных мероприятий в офлайн и онлайн-формате, среди которых разговорные клубы, открытые уроки, выставки, презентации книг, кинопоказы, лекции, круглые столы, встречи с носителями языка и интересными персонами из культурной сферы, национальные праздники и фестивали многое др.;
- участие в партнерских форумах, конференциях и иных мероприятиях[1].

## Фонд
Более 4000 изданий, включая оригиналы и переводы на пяти языках (испанском, португальском, каталанском, галисийском, русском). Сформированная на базе фондов «Иностранки», коллекция постоянно продолжает пополняться. В открытом доступе около 4000 книг. Абонемент — почти 3500 наименований.
- Современная и классическая художественная литература
- Научно-популярная литература
- Учебники и учебные материалы
- Словари и справочные издания
- Настольные игры и детские книги на испанском языке
- Коллекции книг и сувениров, переданные в дар от посольств Боливии, Бразилии, Гватемалы, Гондураса, Колумбии, Коста-Рики, Панамы, Парагвая, Перу, Эль Сальвадора, Уругвая, Чили, Эквадора и Института Сервантеса в Москве[1].

## Форматы мероприятий
- Разговорные клубы
- Открытые уроки и вебинары
- Выставки
- Презентации книг
- Кинопоказы
- Лекции
- Круглые столы
- Поэтические вечера
- Встречи с носителями языка
- Национальные праздники и фестивали[1]